# Port lotniczy Gao
Port lotniczy Gao (IATA: GAQ, ICAO: GAGO) – międzynarodowy port lotniczy, położony w Gao, w Mali.

## Linie lotnicze i połączenia
| Linia Lotnicza | Kierunek  |
| -------------- | --------- |
| Sky Mali       | 1. Bamako |